# A Google szolgáltatásainak listája
A Google cég számos szolgáltatást és eszközt nyújt az egyszerű webes keresésen kívül. Ez egy lista a Google szolgáltatásairól és eszközeiről.

## Szolgáltatások

### Android
A Google piacvezető operációs rendszere, az iOS-szel együtt az érintőképernyős mobil eszközök mintegy 100%-án futnak. 2008. szeptember 23-án jelent meg az első verziója, a legfrissebb kiadás az Android 16.

#### Android Auto
Az Android Auto 2015 márciusában jelent meg, célja az androidos eszközök járművek képernyőjére való tükrözése.

#### Android TV
Operációs rendszer okostévék és kapcsolódó eszközök számára. 2014. június 25-én adták ki először, az Androidhoz hasonlóan a 16. verziójánál jár.

### Chrome
A legnépszerűbb böngésző; érdekesség, hogy a rivális Microsoft terméke, a Microsoft Edge is a Chromiumon alapszik 2020 óta. Legelső megjelenése 2008-ban volt, azóta több mint százharminc frissítés vált elérhetővé.

### Chromebook
Olyan laptopok, asztali számítógépek, tabletek és egybegépek sorozata, amelyeken chromeOS fut mint operációs rendszer. Az első ilyen eszközöket 2011 nyarán szállították.

### Contacts
A Google névjegykezelő szolgáltatása, amely 2015. március 3-án jelent meg. Az alapértelmezett névjegyalkalmazás alternatívája lehet androidos eszközökön.

### Digital Wellbeing
A 2018 nyarán indult szolgáltatás az androidos eszközön lévő alkalmazásokban eltöltött időt, az értesítések és a képernyőfeloldások számát gyűjti és rendszerezi.

### Files
A Files (Files by Google) 2017-ben jelent meg, és androidos eszközök fájlkezelőjeként szolgálhat (a gyártók saját alkalmazást is biztosítanak e célra).

### Finance
A Finance pénzügyi adatok megtekintésére használható, például értékpapírok vagy ETF-ek keresésére. Bár már 2006. március 21-én elindult, jelenlegi formájában 2020 óta elérhető.

### Find Hub
A Keresési központ (korábban Eszközkereső) az eszközök megkeresését segítő szolgáltatás, amely először 2013 augusztusában volt elérhető.

### Fitbit
Egy okosórákból és hasonló viselhető egészségfelügyelő eszközökből álló sorozat, amely 2021 óta van a Google tulajdonában.

### Gboard
A Google billentyűzete, amely helyettesítheti az okoseszközök alapértelmezett billentyűzetét. 2016 májusában jelent meg.

### Gemini
A Google mesterséges intelligencián alapuló chatbotja, 2024 februárjában jelent meg (Bardként már 2023 márciusában). Jelenleg kétféle modellt kínálnak: a 2.5 Flash-t, amely „gyors, mindenre kiterjedő segítséget” nyújt, valamint a 2.5 Prót, amely „érvelés, matekozás és kódolásként” jellemezhető.

### Gmail
Piacvezető elektronikus levélküldő szolgáltatás, amely 2004. április 1-jén indult. Egy személy e-mail-címe a Google-fiókjának alapját adja, domainneve gmail.com.

### Google Arts & Culture
A 2011-ben elérhetővé vált szolgáltatás képanyagokat biztosít művészeti és kulturális tárgyakról szerte a világban. Eredetileg 17 partnermúzeummal működött együtt, köztük a berlini Alte Nationalgalerie-vel, a prágai Museum Kampa-val, valamint a New York-i Museum of Modern Art-tal.

### Google Assistant
A Google Assistant, amely a „Hey Google” felkiáltással hívható elő, egy virtuális asszisztens, amely okosotthonokban és okoseszközökön érhető el. 2016. május 18-án vált elérhetővé, jelenleg 32 nyelven biztosított, ezek között nincs a magyar.

### Google Authenticator
2010 szeptemberében jelent meg, hitelesítő alkalmazás, amely Magyarországon 2024 végén vált ismertté a Microsoft Authenticatorral együtt, mivel az Ügyfélkapu szolgáltatás 2025 januárjától csak kétlépcsős azonosítást tesz lehetővé.

### Google Calendar
Naptárszolgáltatás, amelyben különböző naptárakba lehet rögzíteni eseményeket, és többek között értesítéseket lehet beállítani hozzájuk. 2009 júliusában adták ki először.

### Google Cast
A Google Castet kisebb eszközökről (például okostelefon) nagyobbakra (például okostévé) való kivetítésre lehet használni. 2013. július 24-én jelent meg.

### Google Chat
A Google üzenetküldő alkalmazása, amely 2017. március 9-én jelent meg Hangouts Chatként, jelenlegi nevét 2020. április 9-én kapta. 2022 novemberében a Hangouts alkalmazás helyébe lépett. Konkurenciát jelenthet a Messengernek, azonban a Meta terméke sokkal népszerűbb.

### Google Classroom
2014-ben indult oktatási platform, amely rendkívül népszerű a közoktatásban, különösen a Covid19-pandémia okán bevezetett digitális oktatás óta.
A tanárok kurzusokat hozhatnak létre, amelyhez a tanulók kurzuskóddal vagy meghívóval csatlakozhatnak. A már használaton kívüli kurzusok archiválására is lehetőség van.
A kurzusokban feladatok, kérdések és tananyagok tehetők közzé, amelyek a falon is megjelenhetnek. Itt továbbá közlemények is írhatók, amelyekhez a tanulók megjegyzéseket fűzhetnek (ahogy a feladatokhoz, kérdésekhez és tananyagokhoz is). A tanulók rubrikák segítségével értékelhetők is.

### Google Docs
Irodai fájlok – dokumentumok, táblázatok és diák – szolgáltatása, amelyben közösen lehet szerkeszteni azokat. 2006. március 9-én jelent meg; a Google Dokumentumok önálló szolgáltatásként szöveges dokumentumok szerkesztésére szolgál, de ugyanezen név alá tartozik a másik kettő szolgáltatás is.
A Microsoft 365 programcsomag három legjelentősebb tagjának (Excel, PowerPoint és Word) versenytársa, de fontos különbség, hogy míg a Microsoft szolgáltatásához tartozó programok windowsos alkalmazásként működnek elsősorban (de elérhetőek online is), addig a Google által kínáltak alapból böngészőből nyithatók meg.
A Google Dokumentumok felépítésében hasonlít a Microsoft Wordhöz.

#### Google Forms
A Google Űrlapok 2008-ban jelent meg, és űrlapok megosztására alkalmas. Jelentős az oktatásban való felhasználása, például gyakran alkalmazzák iskolai dolgozatok íratására.

#### Google Sheets
A Google táblázatkezelő szolgáltatása. Felépítésében hasonlít a Microsoft Excelhez.

#### Google Slides
A Google bemutatókészítő szolgáltatása. Felépítésében hasonlít a Microsoft PowerPoint-hoz.

### Google Drive
A Google Drive 2012. április 24-én jelent meg, és felhőalapú tárhelyet biztosít a Google-felhasználóknak. Minden fióknak 15 GB tárhelye van, amelyen a Gmail, a Google Drive és a Google Fotók osztozik.
A 100 GB-os tárhely havi 690 Ft-ba, a 200 GB-os havi 1090 Ft-ba kerül.

### Google Earth
A Google Térképhez hasonló szolgáltatás, amellyel a Föld 3D nézetben tekinthető meg. 2001. június 10-én került kiadásra először, a Keyhole, Inc. által.

### Google Family Link
A Google Family Link egy szülői felügyeletet biztosító szolgáltatás, amellyel a szülők beállíthatják a gyermekeik eszközeinek paramétereit. Először 2017 márciusában vált elérhetővé.

### Google Fi Wireless
Telefonhívásokat, SMS-eket és mobil szélessávú internetet biztosít mobilhálózatok és Wi-Fi használatával, kizárólag az Egyesült Államokban. 2015. április 22-én vált elérhetővé.

### Google Fit
A Google egészségkövető szolgáltatása, 2014. október 28-án adták ki.

### Google Fonts
A 2010-ben megjelent szolgáltatás betűtípusokat kínál.

### Google Home / Google Nest
A Google Nest egy okosotthon-termékekből álló termékvonal.

### Google Keep
A Google Keep a Google jegyzetalkalmazása, amely 2013 márciusában vált elérhetővé. Többek között szöveges jegyzetek, listák és rajzok rögzítésére alkalmas. Konkurenciája az eszközök alapértelmezett jegyzetalkalmazásai, valamint a Microsoft OneNote, bár utóbbi valamelyest más megközelítést alkalmaz.

### Google Maps
A Google 2005 februárjában indult térképszolgáltatása, amelynek talán legismertebb funkciója az Utcakép. Emellett többek között navigációt is biztosít.

### Google Meet
A Google Meet egy videóhívási lehetőséget biztosító szolgáltatás, amely először 2017. március 9-én jelent meg, azonban 2022. november 1-jétől abban a formájában kivezetésre került, és a Google Duót nevezték át Google Meetté.

### Google Messages
A Google SMS-szolgáltatása 2014-ben jelent meg, és helyettesítheti az eszközök alapértelmezett üzenetküldő alkalmazását.

### Google News
A Google Hírek 2002 őszén jelent meg, azóta elérhető 38 nyelven. Alapvetően híroldalakról gyűjt cikkeket, viszont ezenkívül például időjárási információk megjelenítésére is szolgál.

### Google One
A Google One egy 2018-ban megjelent előfizetéses rendszer, amely megnövelt felhőtárhelyet, valamint mesterségesintelligencia-szolgáltatást kínál. Ötféle csomag létezik, a legolcsóbb 690 Ft, a legdrágább 109 900 Ft havonta, ez utóbbi többek között 30 TB felhőtárhelyet biztosít.

### Google Pay
A Google Pay egy mobil fizetőalkalmazás, amely először 2017. szeptember 18-án volt elérhető (Indiában, Tezként). 2018 augusztusában jelent meg mai formájában, nemzetközileg.

### Google Photos
A Google fényképeket rendszerező alkalmazása, amelyre az eszközökön tárolt képekről biztonsági mentés készíthető. 2015-ben jelent meg , és a készülékek alapértelmezett galériáját (például a Samsung eszközök Samsung Gallery alkalmazása) helyettesítheti.

### Google Play
2012 márciusában jelent meg, közel három és fél év után váltotta fel az Android Marketet. Legalapvetőbb funkciója a különböző fejlesztőktől származó alkalmazások letöltése, de játékprofil létrehozására és e-könyvek olvasására is használható.

#### Google Play Books
2010. decemberben indult, Google eBooks-ként. E-könyvek vásárolhatók ezen keresztül, valamint mások által megosztott olvasnivalók is megnyithatók vele.

#### Google Play Games
A 2013 júliusában indult szolgáltatásban játékprofil hozható létre, amely csatlakoztatható számtalan harmadik féltől származó játékhoz. Ezen túl saját, beépített játékokat is kínál: Snake, Ugri-bugri, Aknakereső, Pasziánsz, Krikett és PAC-MAN.

#### Google Play Pass
Egy előfizetési szolgáltatás, amelyen keresztül több mint 1000 játék és alkalmazás érhető el, reklámtól és alkalmazáson belüli vásárlásoktól mentesen. 2019-ben indult, jelenlegi díja 1290 Ft havonta.

#### Google Play Protect
Az Android biztonsági rendszere, amely 2017-ben jelent meg.

### Google Sites
A Google Webhelyek 2008. február 28-án debütált, és egy olyan webhelykészítő szolgáltatás, amelyben előre elkészített modulokból lehet elkészíteni a webhelyet; közzétételre is lehetőség van, alapesetben a https://sites.google.com/view/ cím alatt, de külön díj ellenében egyéni cím használatára is lehetőség van.

### Google Tasks
A 2018 áprilisában megjelent szolgáltatás elvégzendő feladatok rögzítésére, valamint azok menedzselésére alkalmas.

### Google Translate
A széles körben ismert, 2006 áprilisában megjelent fordítóprogram 249 nyelven (így 30 876 nyelvpáron) biztosít szövegfordítást. Beszédfelismerési, képbeolvasási, valamint dokumentum- és webhelyfordítási lehetőségeket is kínál.

### Google Trends
A 2006 májusában indult szolgáltatás keresési kifejezések népszerűségét elemzi.

### Google TV
A 2020 szeptemberében indult Google TV különböző streamingszolgáltatások – többek között a Netflix, a YouTube, Prime Video, a Disney+ és az Apple TV – választékát gyűjti össze, így a felhasználóknak nem kell a különböző alkalmazásokban keresniük, ha például sorozatot szeretnének nézni.

### Google TV Streamer
A Google TV Streamer, a Chromecast utódja, egy digitális médialejátszó, amelyet 2024-ben adtak ki.

### Google Voice
A Google Voice egy telefonszolgáltatás, amely telefonszámot biztosít a Google-felhasználóknak. 2009. március 11-én vált elérhetővé. A szolgáltatás csak Dániában, az Egyesült Államok kontinentális részén, az Egyesült Királyságban, Franciaországban, Hollandiában, Kanadában, Portugáliában, Spanyolországban, Svédországban, valamint Svájcban elérhető.

### Google Wallet
A digitális pénztárca-platform 2022. július 18-án került kiadásra, és különböző kártyák virtuális tárolására alkalmas.

### Google Workspace
A Google Workspace kereskedelmi és oktatási ügyfelek számára kínál Google szolgáltatásokat. Első kiadása 2006 februárjában volt.

### Lens
A 2017. októberben megjelent Lens egy képfelismerő alkalmazás, amely a felismert dologhoz kapcsolódó találatokat ad.

### NotebookLM
A NotebookLM egy kutatási és jegyzetelési online eszköz, amely 2023-ban jelent meg.

### Pixel
A Pixel a Google okostelefonokból (Pixel), vezeték nélküli fülhallgatókból (Pixel Buds), tabletekből (Pixel Tablet) és okosórákból (Pixel Watch) álló sorozata. Az első eszköz, amely megjelent, a Chromebook Pixel volt, 2013. február 21-én; a jelenleg legújabb a Pixel 9a, 2025. április 10-i megjelenéssel

### Scholar
A 2004 novemberében indult szolgáltatás online tudományos könyvtárként funkcionál.

### Search
A Keresés a Google legalapvetőbb szolgáltatása, mivel eredetileg e célra alapították a vállalatot 1998-ban.

### Shopping
A Google Shopping szolgáltatás 2002. december 12-én indult, és célja, hogy különböző webhelyek árait összehasonlítsa egy adott terméket keresve.

### Travel
A Google utazástervező oldala 2019. május 19-én debütált, és többek között repülőjáratok, szállodák és magánszállások keresésére alkalmas.

#### Flights
A Repülőjáratok az Utazáson belül szereplő szolgáltatás, amely repülőjegyek keresésére szolgál. 2011-ben adták ki.

### Waze
A Waze műholdas navigációs szoftvereket biztosít okostelefonokra és más, a globális helymeghatározó rendszert (GPS) támogató számítógépekre. A Google 2013 júniusában vásárolta fel, az eredeti megjelenése 2006-ban volt.

### Wear OS by Google
Okosórákra tervezett Android-variáció, 2014. március 18-án jelent meg.

### YouTube
A világ legismertebb videómegosztó platformja, amely 2005-ben indult, de csak 2006-ban vásárolta meg a Google. Különböző hosszúságú videók megosztására szolgál, akár „nem nyilvánosként” is, valamint 2021. július 13-án elindult a Shorts is, amelyre legfeljebb 3 perces (korábban legfeljebb 1 perces) videókat lehet feltölteni; ez utóbbi koncepciójában hasonlít a Meta Reelséhez, valamint a TikTok-hoz.

#### YouTube Kids
A YouTube gyermekeknek szánt változata, amely 2015-ben jelent meg. Kizárólag gyermektartalmak szerepelnek rajta.

#### YouTube Music
Bár már 2015-ben elérhető volt, jelentős termékké 2020 decemberében vált, amikor felváltotta a Google Play Zenéket. Zenehallgatásra szolgál, a Spotify és az Apple Music konkurenseként.

#### YouTube TV
A 2017-ben indult szolgáltatás a kábeltévé-előfizetéssel nem rendelkezőket célozza meg, és kizárólag az Egyesült Államokban érhető el.